# Grecav
Grecav Auto Srl war ein italienischer Automobil- und Landmaschinenhersteller mit Sitz in Gonzaga.

## Geschichte
Das Unternehmen entstand 1964 durch die Fusion zweier Gesellschaften. 2000 brachte Grecav sein erstes Leichtfahrzeug aus Aluminium, EKE, auf den Markt. Zehn Jahre später folgte der Sonique.
2013 wurde das Unternehmen aufgelöst.

## Produkte

### Fahrzeuge
Das Unternehmen produzierte unter anderem Leichtkraftfahrzeuge. Im Unterschied zu anderen Kleinwagen konnten die Leichtkraftfahrzeuge von Grecav in manchen Ländern ohne PKW-Führerschein mit einem Moped-Führerschein gefahren werden. In Deutschland wurden die Fahrzeuge über die Gamma Fahrzeuge GmbH vertrieben.

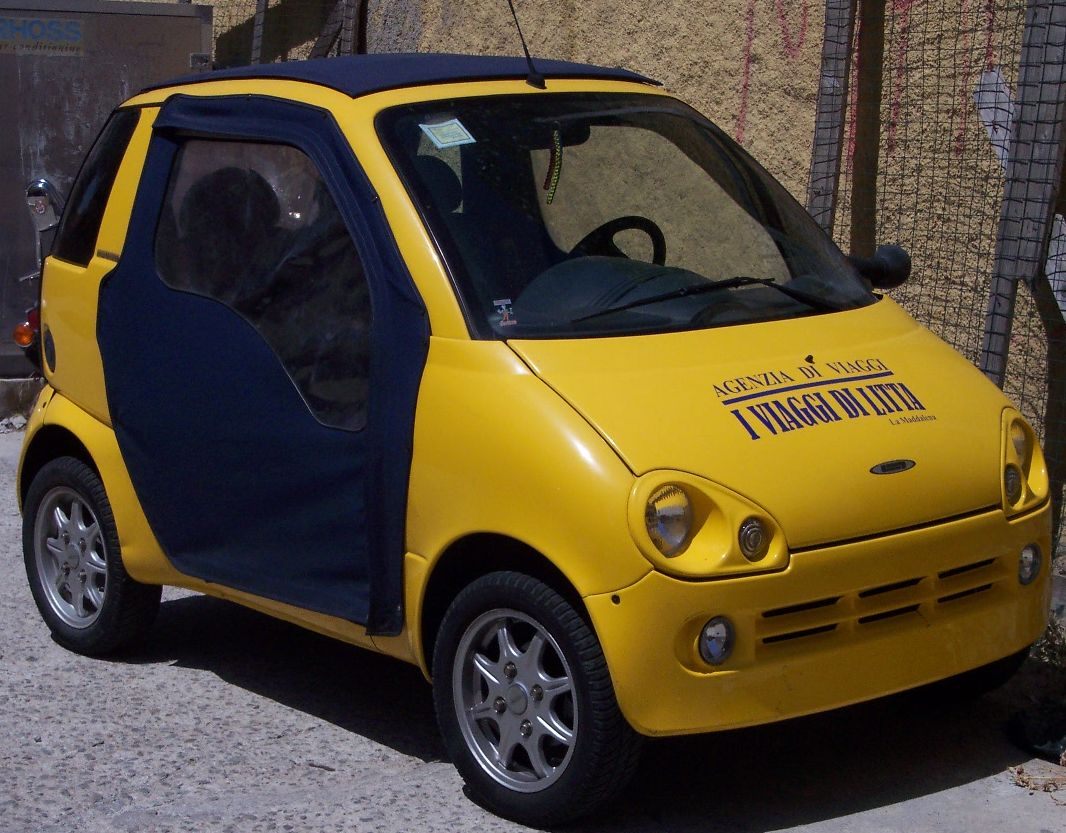
Grecav EKE
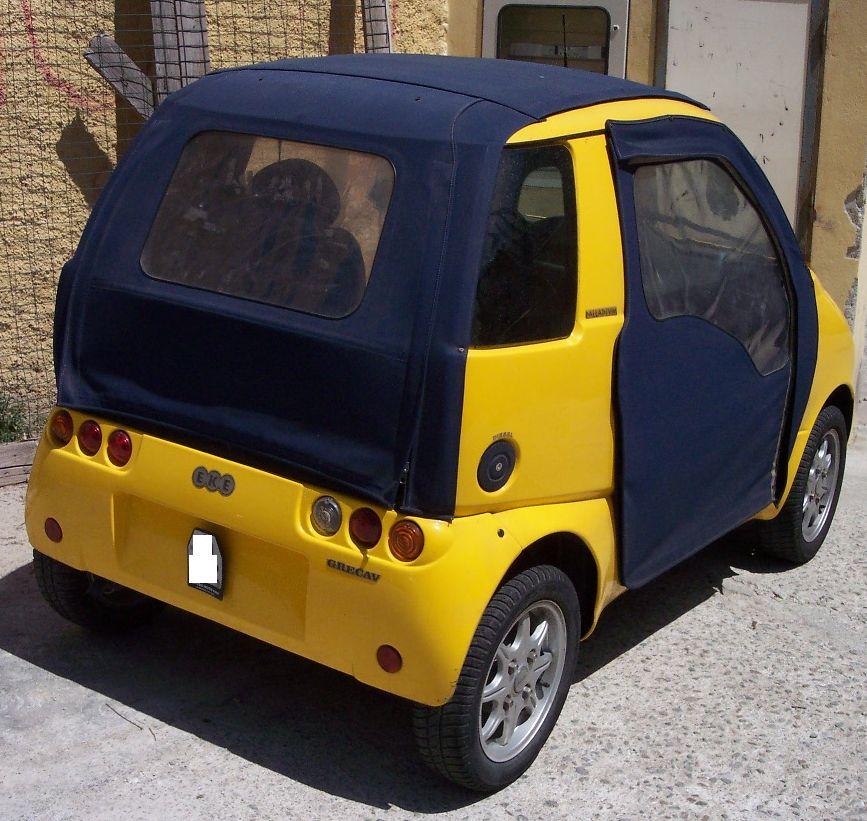
Grecav EKE
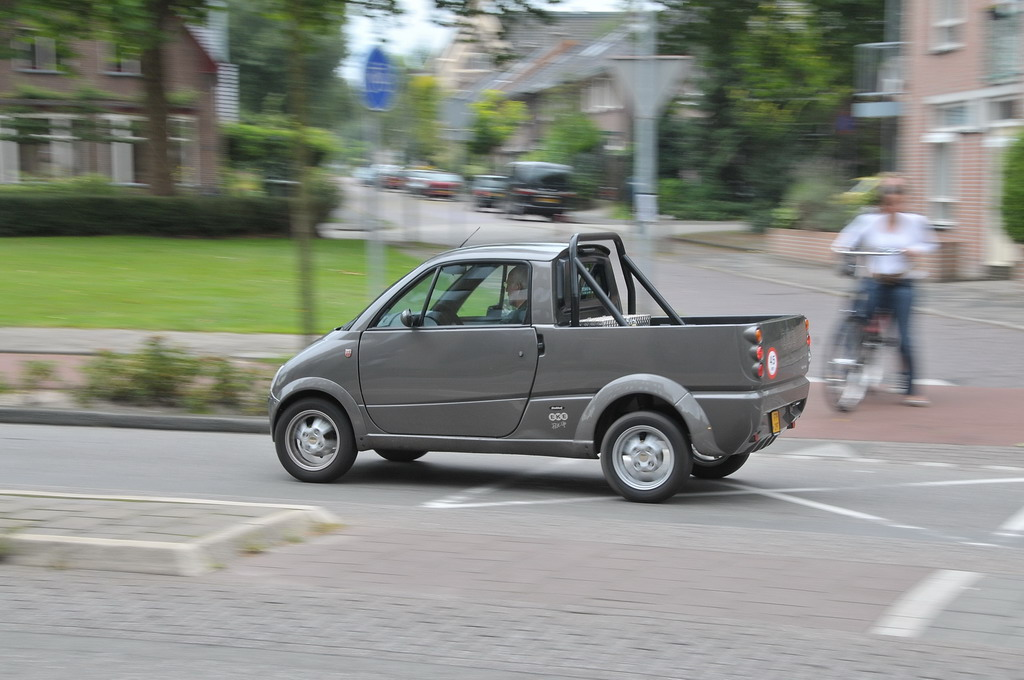
Grecav Eke Pickup
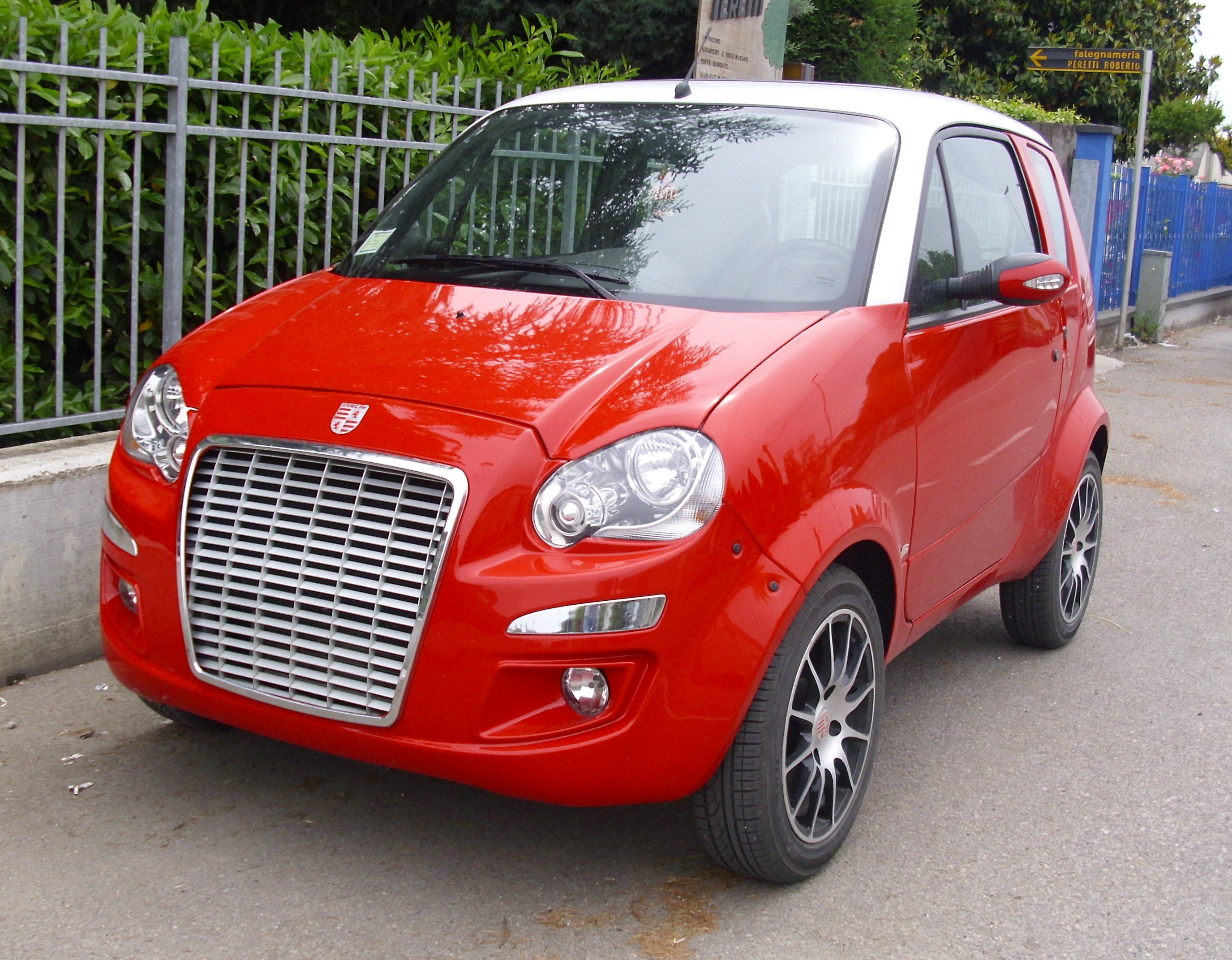
Grecav Sonique
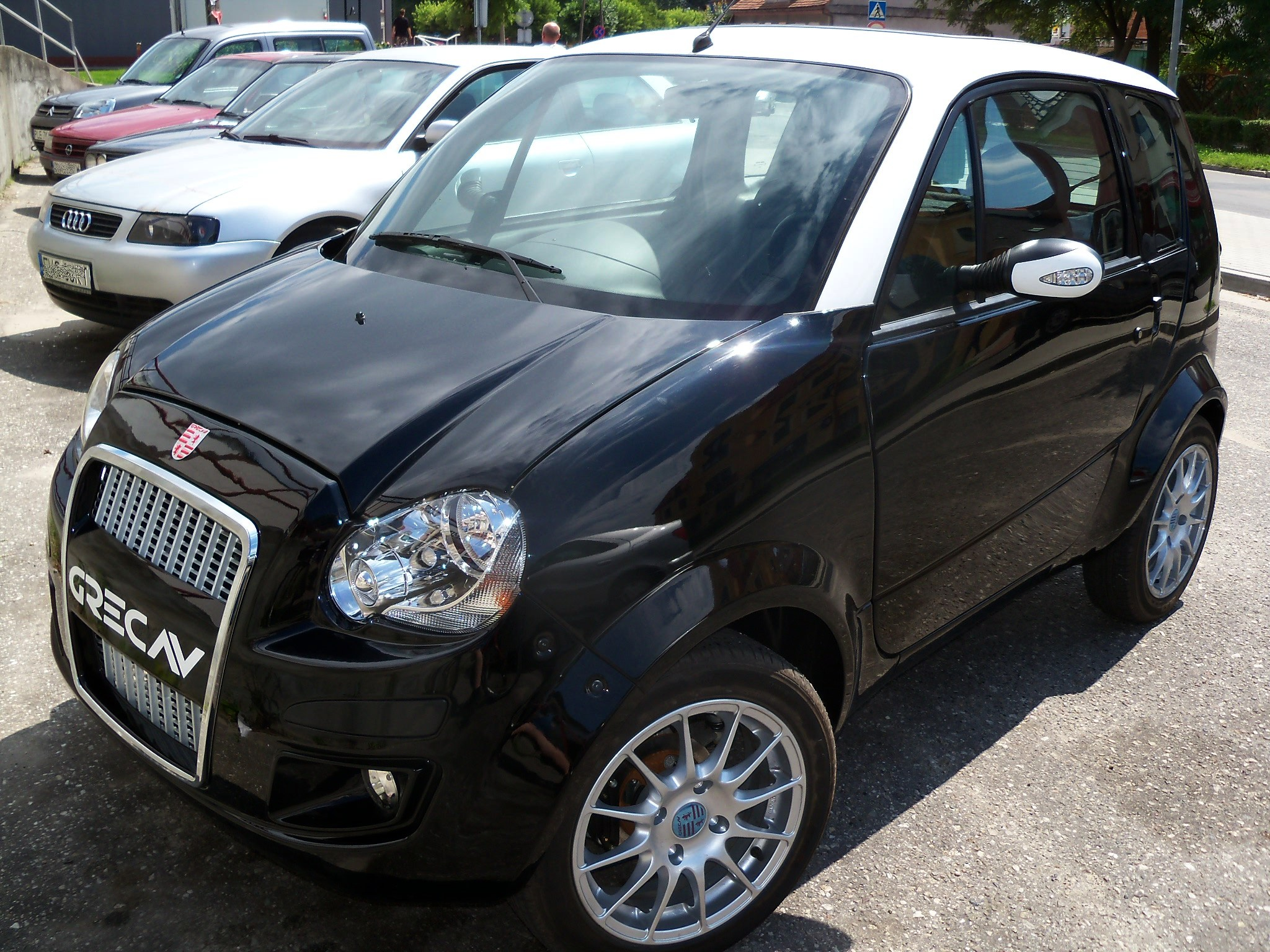
Grecav Sonique DCI

### Landmaschinen
Im Landmaschinenbereich war Grecav als Hersteller von Bauteilen für Mähdrescher bekannt.